# Yassine Rami
Yassine Rami (en arabe : ياسين الرامي), né le 26 mars 1987 à Agadir, est un footballeur marocain évoluant au poste de défenseur central au MAS de Fès.

## Biographie
Yassine Rami naît à Agadir et intègre très jeune le centre de formation du HUS Agadir. Il fait ses débuts professionnels en 2007. Il s'impose en tant que joueur titulaire lors de la saison 2010/11.
Le 12 juillet 2011, il signe un contrat de trois ans au Wydad Athletic Club. Il est vice-champion de la Ligue des champions en 2011.
Le 15 septembre 2014, il s'engage à l'Olympique de Safi. Titulaire indiscutable, il comptabilise au total 73 matchs de championnat en trois saisons et marque quatre buts. En 2016, il atteint la finale de la Coupe du Maroc.
Le 3 août 2017, il signe au HUS Agadir. En 2019, il atteint de nouveau la finale de la Coupe du Maroc. Le 19 octobre 2020, il atteint la demi-finale de la Coupe de la confédération après une défaite contre le RS Berkane (défaite, 2-1). Le 6 décembre 2020, Yassine Rami écope d'un carton rouge à la 76ème minute au cours d'un match de championnat contre l'Ittihad de Tanger (défaite, 0-1). À cause d'un manque de discipline, il écope également de trois matchs de suspension et une avec sursis ainsi qu'une amende de 3000 dirhams.
Le 5 mai 2021, il est éliminé en quarts de finales de la Coupe du Maroc, après une défaite de 2-0 contre le Raja de Béni Mellal, club évoluant en D2 marocaine.

## Palmarès

### En club
| Wydad Athletic Club - Ligue des champions de la CAF : - Finaliste : 2011. |  | Olympique de Safi - Coupe du Maroc : - Finaliste: 2015-16. |  | HUS Agadir - Coupe du Maroc : - Finaliste: 2019. |